# 폴 곤잘러스 (권투 선수)
폴 가자 곤잘러스 주니어(영어: Paul Garza Gonzales Jr., 1964년 4월 18일~)는 미국의 전직 권투 선수이다. 1984년 하계 올림픽 남자 라이트플라이급 종목에서 금메달을 획득했고 1987년에 프로로 전향하여 1991년까지 활동했다.

## 수상
- 밸 바커 트로피(1984년)